# ちゃんこ番
ちゃんこ番とは、相撲力士が食べる食事を作る当番のこと。

## 概要
ちゃんことは、相撲力士の食事全般を指す。相撲部屋では一度に大量の食事を作ることが多いため、鍋料理を食べる場合が多く、それが広く知れ渡ったのがちゃんこ鍋であるが、相撲の世界では鍋料理以外の食事についても全て「ちゃんこ」と呼ぶ。
相撲部屋でのちゃんこ番は、主に幕下以下の力士が交代で行う。この経験が長い者がちゃんこ長として後輩達の指導をしたりもする。そのため相撲界では、料理がうまいやつは出世できないとも言われている。これは正確には、関取になれずに長く幕下以下でちゃんこ番を務めているうちに料理が上手くなって行くことを表したものであり、結果として出世できない者に料理がうまい者が多くなるという意味である。長くちゃんこ長を務めた力士の中には、相撲部屋で身に付けた調理の技術を活かして、力士引退後にちゃんこ料理屋を開業する者もいる。
1995年の巡業改革以前は、ちゃんこ番が巡業で情報交換したり、時にはちゃんこの修業のために自分の所属部屋とは別の部屋に出稽古に行くこともあった。
学生相撲出身や幕下・三段目付出で昇進の早い力士はこのようなちゃんこ番を経験せず出世することが多い。
大相撲のほか、日本のプロレス団体でも相撲部屋と同様に当番にあたるレスラーや練習生がちゃんこ番として、関係者の食事を作る。

## ちゃんこ長経験者
- 一ノ矢充（若松部屋→高砂部屋）
- 志免錦金五郎（高砂部屋）
- 大子錦大伍郎（高砂部屋）
- 亀山弘章（出羽海部屋）
- 常の山日出男（出羽海部屋）
- 嵐望将輔（貴乃花部屋）
- 秋乃峰將司（峰崎部屋）
- 安芸旭雅士（大島部屋）
- 華吹大作（立浪部屋）
- 鋼一幸（井筒部屋→陸奥部屋→音羽山部屋）
- 櫻正行（高田川部屋）
- 北斗龍定裕（北の湖部屋→山響部屋）
- 勇鵬勝一（大鵬部屋）[2]